# Тижма
Тижма́ (рос. Тыжма) — річка в Росії, ліва притока річки Люга. Протікає по території Кізнерського району Удмуртії.
Річка починається на північний схід від села Верхня Тижма. Протікає на захід та південний захід. Біля селище Кізнер 2 км тече паралельно Люгі. Майже повністю протікає через лісові масиви. Впадає до річки Люга нижче селища Кізнер.
Довжина річки — 25 км. Висота витоку — 178 м, висота гирла — 70 м, похил річки — 4,3 м/км.
На річці розташовані населені пункти — села Верхня Тижма, Городилово, Середня Тижма та селище Кізнер.
В селищі Кізнер збудовано автомобільний міст.
За даними Федерального агентства водних ресурсів річка має такі дані:
- Код річки в державному водному реєстрі — 10010300612111100040479
- Код по гідрологічній вивченості — 111104047
- Код басейну — 10.01.03.006